# Интегратор
Интегра́тор, блок интегри́рования — техническое устройство, выходной сигнал (выходная величина, выходной параметр) которого пропорционален интегралу, обычно по времени, от входного сигнала.
По виду представления выходной величины (сигнала) интеграторы подразделяются на аналоговые и цифровые.
При конструировании интеграторов применяются различные явления: электрические, пневматические, гидравлические, электрохимические и др.
Применяются при аналоговом и цифровом моделировании различных процессов, навигационных приборах, автоматике, обработке и преобразовании сигналов, то есть везде, где требуется получить решения дифференциальных уравнений.
Практически, наиболее часто интеграторы используются для учета использования некоторого ресурса. Например, бытовые счетчики электроэнергии, бытового газа, водопроводной воды являются интеграторами. Также интеграторы это различные одометры.

## Математическое описание
Математическая модель интегратора имеет вид:
{\displaystyle y(t)=k\int \limits _{0}^{t}x(\tau )\,d\tau +y_{0}},
где {\displaystyle x(\tau )} — входная функция времени,
{\displaystyle y(t)} — выходная функция времени — результат интегрирования за время от {\displaystyle 0} до {\displaystyle t},
{\displaystyle k} — коэффициент пропорциональности, имеет размерность, обратную времени,
{\displaystyle y_{0}} — начальное значение выходной переменной в момент времени {\displaystyle t=0}.

## Типы

### Аналоговые
В этих приборах входная величина представлена в аналоговом виде, но выходная величина не обязательно аналоговая, даже чаще представлена в цифровом виде, например, в бытовых счетчиках.

#### Механические вычислительные интеграторы
Исторически первые интеграторы для вычислений представляли собой механические устройства, где величины представлялись в виде углов поворотов и угловых скоростей различных валов, шестерён, фигурных кулачков для вычисления функций. В годы Первой мировой войны широко использовались в приборах управления стрельбой, например, корабельных орудий и приборах управления зенитным огнём.
Со временем в подобные вычислители стали вводить различные электромеханические устройства, электрические автоматические следящие системы. Расцвет таких вычислителей с интеграторами пришёлся на годы Второй мировой войны и первые послевоенные годы. Например, вычислители автоматических оптических бомбометательных прицелов бомбардировщиков B-29 (в прицеле ОБП-48 Ту-4) были электромеханическими.
В различные приборы учета расхода и сейчас входят механические интеграторы в виде механических счётчиков — нескольких сцеплённых счётных цифровых колец.

#### Пневматические интеграторы
Принцип действия этих интеграторов основан на вытеснении жидкости из мерного объёма, как, например в мерных газовых бюретках, всплывании мерных сосудов или перемещений поршня, снабжённого проградуированной шкалой. В этих приборах выполняется интегрирование объёмного расхода газа.

#### Гидравлические интеграторы
По сути объём жидкости в некотором сосуде является интегралом от расхода жидкости в этот сосуд. Если снабдить сосуд шкалой, проградуированной, например, в единицах объёма, то получается простейший интегратор расхода жидкости.
Такой интегратор применялся в водяных часах — клепсидре, изобретённых ещё в античные времена.
В 1936 году Владимиром Сергеевичем Лукьяновым был создан гидравлический интегратор, предназначенный для решения дифференциальных уравнений.
В 1955 году на Рязанском заводе счетно-аналитических машин начался серийный выпуск интеграторов с заводской маркой «ИГЛ» (интегратор гидравлический системы Лукьянова). Интеграторы получили широкое распространение, поставлялись в Чехословакию, Польшу, Болгарию и Китай. С их помощью были проведены расчёты проектов Каракумского канала в 1940-е годы, строительства БАМа в 1970-х. Гидроинтеграторы использовались в геологии, шахтостроении, металлургии, ракетостроении и других областях.

#### Электрохимические интеграторы
Принцип действия этих интеграторов основаны на законах электролиза Фарадея — количество выделенного или растворённого в процессе электролиза вещества прямо пропорционально электрическому заряду, протекшему в электрохимической ячейке, то есть по сути это количество характеризует интеграл по времени от электрического тока. Такие интеграторы применялись в изобретённых Томасом Эдисоном счётчиках для учёта потреблённой покупателем электроэнергии. Платёж за электроэнергию рассчитывался по результатам взвешивания электродов гальванической ячейки.

#### Другие аналоговые интеграторы
Принципиально для создания интегрирующих устройств пригодны любые физические явления, в которых две или более удобно измеримых физических величин (параметров) связаны через интеграл (дифференциал). К таким интеграторам можно, например, отнести интеграторы, основанные на нелинейных электромагнитных свойствах некоторых материалов, — сегнетоэлектриках, ферромагнетиках, дозиметры ионизирующих излучений, основанные на разряде конденсатора через ионизированный излучением газ (индивидуальные дозиметры) и др.

#### Электронные аналоговые интеграторы

Электрическая схема простейшего интегратора на пассивных элементах (RC-цепь).

Сейчас это наиболее распространённый тип интеграторов. Мало типов радиотехнических или электронных устройств, где бы не применялись такие интеграторы. Схемотехнически строится на активных и пассивных компонентах. В зависимости от конкретной задачи, обеспечения нужной точности интегрирования, удобства применения, стоимости, строится по схемам различной сложности.
В простейшем случае представляет собой RC-фильтр нижних частот — соединение конденсатора и резистора как показано на рисунке. Дифференциальное уравнение, описывающее эту цепь:
{\displaystyle I=C{\frac {dU_{a}}{dt}}={\frac {U_{e}-U_{a}}{R}}},
где {\displaystyle I} — ток цепи, входной ток, {\displaystyle C} — ёмкость конденсатора, {\displaystyle R} — сопротивление резистора, {\displaystyle U_{e}} — входное напряжение интегрирующей цепочки, {\displaystyle U_{a}} — выходное напряжение.
Общее решение этого уравнения при произвольном изменении {\displaystyle U_{e}}:

Электрическая схема однотранзисторного простого интегратора.

{\displaystyle U_{a}(t)={\frac {1}{RC}}\int \limits _{-\infty }^{t}{U_{e}({\tau })}e^{-(\tau -t)/RC}\,d{\tau }}.
Произведение {\displaystyle RC=T} имеет размерность времени и его называют постоянной времени RC-цепи. Из приведённой формулы очевидно, что простейшая RC-цепь только приближённо выполняет функцию интегрирования из-за экспоненциального сомножителя в подынтегральном выражении. Точность интегрирования повышается при стремлении постоянной времени к бесконечности, что стремит экспоненту к 1. Но при этом выходное напряжение стремится к 0. Таким образом, при повышении точности интегрирования существенно снижается выходное напряжение простейшей интегрирующей цепи, что во многих практических применениях неприемлемо.
Для устранения этого недостатка в схемы интеграторов включают активные электронные компоненты. Простейший интегратор такого типа можно построить на биполярном транзисторе, включённом по схеме с общим эмиттером. В этой схеме значительно повышена точность интегрирования, так как напряжение база-эмиттер при изменении входного тока базы изменяется незначительно и приблизительно равно напряжению на прямосмещённом полупроводниковом p-n переходе. Если входное напряжение база-эмиттер пренебрежимо мало по сравнению с входным напряжением, то точностные свойства такого интегратора приближаются к свойствам идеального интегратора. Этот интегратор инвертирующий, то есть при подаче положительного напряжения на вход выходной сигнал будет уменьшаться.

Аналоговый интегратор, построенный на операционном усилителе.

Дальнейшее повышение точности электронных аналоговых интеграторов можно достичь, применяя в качестве активных компонентов операционные усилители (ОУ). Упрощённая схема такого интегратора приведена на рисунке. Идеальный ОУ имеет бесконечный коэффициент усиления и бесконечное входное сопротивление (нулевой входной ток), современные реальные ОУ по этим параметрам приближаются к идеальным — имеют коэффициент усиления более нескольких сотен тысяч и входные токи менее 1 нА и даже пА. Поэтому при упрощенном анализе цепей с ОУ обычно допускают, что ОУ идеальный.
За счёт действия отрицательной обратной связи через конденсатор благодаря бесконечному коэффициенту усиления потенциал инвертирующего входа ОУ (обозначен «-») всегда равен нулю, можно считать, что резистор виртуально закорочен на «землю». Благодаря этому ток через резистор не зависит от выходного напряжения интегратора и равен {\displaystyle V_{in}/R}. Так как этот же ток является током конденсатора (из 1-го правила Кирхгофа, так как ток входа ОУ равен нулю), модуль напряжения на конденсаторе {\displaystyle V_{C}(t)} выражается:
{\displaystyle V_{C}(t)={\frac {1}{C}}\int \limits _{-\infty }^{t}{I_{C}}(\tau )\,d{\tau }}.
Подставляя в последнюю формулу выражение для тока резистора имеем:
{\displaystyle V_{out}(t)=-{\frac {1}{RC}}\int \limits _{-\infty }^{t}{V_{in}}(\tau )\,d{\tau }}.
Знак минус указывает, что ОУ инвертирует сигнал.
Разбивая интервал интегрирования на 2 интервала, первый от {\displaystyle -\infty } до 0 и второй от 0 до {\displaystyle t} (в виде суммы 2 интегралов) окончательно имеем:
{\displaystyle V_{out}(t)=V_{0}-{\frac {1}{RC}}\int \limits _{0}^{t}{V_{in}}(\tau )\,d{\tau }},
где {\displaystyle V_{0}} — начальное выходное напряжение интегратора до начала цикла интегрирования (момент {\displaystyle t=0}).

Реальный интегратор на ОУ.

Неидеальности ОУ и конденсатора влекут ошибки интегрирования. Главная из них — «сползание» выходного сигнала, это выражается в том, что при нулевом входном сигнале выходное напряжение интегратора медленно изменяется. Сползание вызвано, главным образом, ненулевым входным током реальных ОУ, ненулевым входным смещением реальных ОУ, и, в меньшей степени, током утечки заряда конденсатора через его диэлектрик. Иногда параллельно конденсатору умышленно подключают резистор для самосброса со временем интегратора в «ноль». На рисунке утечки конденсатора символически обозначены резистором {\displaystyle R_{f}}.
Кроме того, входной ток ОУ вызывает паразитное дополнительное падение напряжения на входном резисторе {\displaystyle R_{i}}, изменяющее потенциал инвертирующего входа ОУ, что эквивалентно появлению дополнительного входного напряжения смещения ОУ. Для компенсации этого тока включают резистор {\displaystyle R_{n}}, если выбрать его сопротивление равным:
{\displaystyle R_{\text{n}}={\frac {1}{{\frac {1}{R_{\text{i}}}}+{\frac {1}{R_{\text{f}}}}}}=R_{\text{i}}||R_{\text{f}},}
то смещение, вызванное входным током полностью компенсируется (в предположении, что входные токи инвертирующего и неинвертирующего входов равны), практически при этом ошибку в смещение потенциала входа ОУ вносит только разность токов входов.

Амплитудно-частотные характеристики идеального и реального интеграторов

Дополнительная ошибка интегрирования интеграторов, реализованных на ОУ — конечность коэффициента передачи ОУ, что вызывает ошибки интегрирования при малых входных сигналах. Идеальный интегратор формально имеет бесконечный коэффициент передачи на постоянном токе (при частоте входного сигнала равной нулю), реальный интегратор имеет конечный коэффициент передачи на постоянном токе, поэтому при подаче на его вход малого сигнала на выходе такого интегратора устанавливается некоторое конечное напряжение и дальнейшее интегрирование не происходит. Амплитудно-частотная характеристика (АЧХ) реального и идеального интеграторов показана на рисунке.
Теми или иными схемными ухищрениями удаётся практически полностью устранить систематические ошибки электронных интеграторов за счёт усложнения схемы. При этом остаются неустранёнными случайные ошибки и ошибки, вызванные дрейфом параметров компонентов, например, из-за влияния температуры окружающей среды или старения.
Практические схемы интеграторов, как правило, снабжаются дополнительными электронными ключами для сброса выходного сигнала в ноль и/или задания начального значения.

### Аналого-цифровые электронные интеграторы
Часто интеграторы строятся по комбинированному принципу. В качестве выходного сигнала у таких интеграторов выступает цифровой код, снимаемый с электронного счётчика или цифрового сумматора. Входной сигнал может быть как чисто аналоговым, так и импульсным или частотным. При аналоговом сигнале его преобразуют в цифровой код с помощью аналого-цифрового преобразователя, далее этот код подаётся на цифровой сумматор. Другой способ — аналоговый сигнал преобразуют в частоту посредством аналого-частотного преобразователя, выходные импульсы этого преобразователя далее подсчитываются цифровым счётчиком, код которого будет интегралом входного сигнала.
По последней схеме удобно строить интеграторы сигналов датчиков, выходной сигнал которых по своей природе импульсный («события», например, в дозиметрах ионизирующих излучений) или частотный (например, сигналы струнных преобразователей, ЯМР-датчиков магнитометров).

### Цифровые интеграторы
В этих интеграторах и входной, и выходной сигналы представлены в виде цифровых кодов. По своей сути являются сумматорами с накоплением. На псевдокоде их работу можно описать так:
```
Выход_интегратора := Выход_интегратора + Вход * Интервал_выборки
```

Интервал выборки — время от момента получения предыдущего значения до момента получения текущего значения. Не обязательно, чтобы интервал выборки являлся истинным временем. При математическом моделировании реальных процессов (физических, биологических, др.) это может быть масштабированный временной интервал (растянутый или, наоборот, сжатый относительно истинного моделируемого времени) или даже величина невременно́й природы.
Цифровые интеграторы могут быть построены как аппаратно — в виде сумматоров с обратной связью, так и программно.
При аппаратной реализации интегратора по типу сумматора различают:
- интегратор с параллельным переносом;
- интегратор с последовательным переносом;
- интегратор следящий.

## Применение интеграторов
Трудно перечислить все области использования интеграторов, вот некоторые из них.
- В инерциальных навигационных системах, например, летательных и космических аппаратов, боевых ракет. Двойное интегрирование сигналов датчиков ускорений и датчиков угловых ускорений позволяет вычислить координаты объекта и направления осей объекта, не прибегая к внешним наблюдениям.
- При учёте потребления веществ, сыпучих, жидких и газообразных сред.
- Измерении поглощённых и излученных доз излучений разной природы.
- Измерении степени заряда и разряда электрохимических источников тока.
- Учёта наработки, ресурса оборудования.
- В технологических процессах, например, при напылении плёнок.
- Информационной обработке и преобразовании сигналов, электронике, радиотехнике.
- В научном экспериментальном оборудовании, измерительных приборах.
- В аналоговых вычислительных машинах.